# Otus pauliani
El autillo de las Comores (Otus pauliani ), también referido como autillo de las Comoras o autillo de Gran Comora, es una especie de ave estrigiforme de la familia Strigidae endémica de las islas Comoras.

## Descripción
Es una especie pequeña de búho, mide entre 20 y 22 cm de longitud. Es de color marrón grisáceo y tiene los ojos de color amarillo brillante. Su alimentación y comportamiento reproductivo son desconocidos.

## Distribución
Se encuentra sólo en el monte Karthala, un volcán activo en Gran Comora. Tiene una población estimada de 2300 individuos maduros. Está clasificada como «especie en peligro» debido a su baja población y a su reducida área de distribución, la que se limita a una pequeña área que está siendo deforestada rápidamente.